# 高沙镇
高沙镇位于中國湖南省邵阳市洞口县城东南位置，是洞口县除城关镇之外最大城镇。

## 交通
高沙交通发达，北临沪昆高速公路（邵怀高速段）大水出口，竹城高等级公路（竹市至城步）穿境而过，正在修建的洞新高速公路将在高沙镇设出口。

## 历史
高沙镇集镇始于汉代，历为湘西南和雪峰山麓以东重要集镇之一，有“小南京”美称。

## 语言
高沙镇所辖区域，为老湘语、赣语、西南官话交汇区，当地方言与洞口县城关镇相近，与邵阳市区与武冈市差异明显。

## 行政区划
高沙镇下辖以下村级行政区划单位：
长裕社区、中和社区、蓼湄社区、兴隆社区、巴水村、红鹅村、农蔬村、云丰村、青云村、月英村、抚军村、木山村、塘前村、云回村、三塘村、大万村、树正村、石榴村、五里村、青元村、峙山村、洪茂村、渔塘村、丰形村、蓼东村、长江村、长青村、月形村、石门村、荷花村、石山村、桐塘村、丰联村、连江村、大路村、罗塘村、石湾村、凤凰村、星桥村、深塘村、牛江村、南泥村、老君村、新世村、半山村、马安村、双河村、新屋村、龙山村、尚志村、石磁村、中信村、洪田村、双凤村、石堰村、文丰村、麻山村、南水村、黄塘村、黄花村、社山村、竹塘村、温塘村、檀木村、板桥村、飞山村和双合村。